# モーデルの定理
数学におけるモーデルの定理（モーデルのていり、英: Mordell's theorem）とは、有理数体 Q 上の楕円曲線 E の有理点と無限遠点 O のなすアーベル群 E(Q) が有限生成になる、という定理である。有限生成アーベル群の基本定理から有限生成アーベル群は次に同型であることが知られている。
{\displaystyle \mathbb {Z} ^{\oplus r}\oplus T\qquad (r\geq 0)}
ここで {\displaystyle T} は有限アーベル群（ねじれ部分群）である。（r は E の階数（ランク）と呼ばれ、関連する予想にミレニアム懸賞問題のBSD予想がある。）
有限生成アーベル群 E(Q) の場合、ねじれ部分群 T は次のいずれかに同型となる（メイザーのねじれ定理）。
{\displaystyle {\text{(i)}}\;\mathbb {Z} /n\mathbb {Z} \qquad (1\leq n\leq 10\,{\text{ or }}\,n=12)}
{\displaystyle {\text{(ii)}}\;\mathbb {Z} /n\mathbb {Z} \;\oplus \;\mathbb {Z} /2\mathbb {Z} \qquad (n=2,4,6,8)}
モーデルの定理は後にアンドレ・ヴェイユによって代数体上のアーベル多様体の有理点のなす群に関するモーデル・ヴェイユの定理へと拡張された。

## 概要
以下モーデルの定理を正確に述べるために少し準備をする。

### モーデルの弱定理 (weak Mordell theorem)
これは E(Q)/2E(Q) が有限群であるという定理である。一般にアーベル群 A が有限生成ならば A/2A は有限群になるので、これは E(Q) が有限生成となるための必要条件になっている。ここで、一般には A/2A が有限群でも A が有限生成になるとは限らないことに注意しなければならない（反例として、Q/2Q = {0} だが Q は有限生成でないことがあげられる）。

### 有理点の高さ
有理数 x について高さ H(x) を次のように定義する。x = m/n (n, m ∈ Z で、n と m は互いに素）と既約分数で表示したとき
{\displaystyle H(x)=\max\{\left|n\right|,\left|m\right|\}}
また P ∈ E(Q), P ≠ O に対して H(P) を P の ｘ 座標の高さとし、H(O) = 1 と定義する。
このとき次の2つの条件を満たす正数 C が存在することが知られている。
(1) E(Q) に属するすべての P に対して {\displaystyle C\cdot H(2P)\geq H(P)^{4}}
(2) E(Q) に属するすべての P, Q に対して {\displaystyle C\cdot H(P)\cdot H(Q)\geq min\{H(P+Q),H(P-Q)\}}
いま f を E(Q) から E(Q)/2E(Q) の上への自然な準同型
{\displaystyle f\colon E(\mathbb {Q} )\to E(\mathbb {Q} )/2E(\mathbb {Q} )}　
とし E(Q) の部分集合 A の f による像が E(Q)/2E(Q) であるとする。（すなわち f: A → E(Q)/2E(Q) が全射。いま A に演算は定義しない。）
このときモーデルの弱定理より A が有限集合でも構わないことがわかる。そこで {\displaystyle A=\{Q_{1},Q_{2},\cdot \cdot \cdot ,Q_{n}\}}とする。ここで正数 M を
{\displaystyle M=\max\{C,H(Q_{1}),H(Q_{2}),\cdot \cdot \cdot ,H(Q_{n})\}}
と定めると次のモーデルの定理が成り立つ
E(Q) は {P ∈ E(Q), H(P) ≦ M} によって生成される。
高さの定義よりこれは有限集合でなので、結局 E(Q) は有限生成であることが分かる。

## モーデル・ヴェイユの定理
モーデル・ヴェイユの定理(Mordell–Weil theorem)は、数体 K の上のアーベル多様体 A に対し、A の K-有理点の群 A(K) が、モーデル・ヴェイユ群(Mordell-Weil group)と呼ばれる有限生成アーベル群であるという定理である。A が楕円曲線で K が有理数体 Q の場合をモーデルの定理と言い、1908年頃にアンリ・ポアンカレ(Henri Poincaré)により提示された疑問に答えたもので、1922年にルイス・モーデル(Louis Mordell)により証明された。
接する弦のプロセス(tangent-chord process)（三次曲線(cubic cuve)における加法定理の一種）は、17世紀より知られている。フェルマー(Fermat)のは無限降下法は良く知られていたが、モーデルは（無限降下法の）証明の重要な段階である商群 E(Q)/2E(Q) を証明することに成功した。確かにこの群の有限性は、E(Q) が有限生成であることの必要条件であり、このことはアーベル群のランクが有限であることを意味していて、本質的に難しいことであることが判明している。このことの証明は、E の点の二重性の直接の解析により初めて可能となる。
数年後、アンドレ・ヴェイユ(André Weil)はこの問題を取り上げ、数体上の高い種数を持つ曲線のヤコビ多様体へ一般化し、1928年に彼の博士論文として出版した。一層抽象的な方法が要求され、同一の構造を持つ証明が遂行された。証明の後半は、A(K) の点の「サイズ」の限界を意味するある種類の高さ函数を必要とした。座標の測り方として、高さは対数的であり、従って大まかに言うと、同次座標(homogeneous coordinates)の集合を書き下すことに何デジット必要かという疑問であった。アーベル多様体では、射影多様体として表現されていることから、何の前提も必要ない。
証明の前半も後半も、その後のテクニックの前進により大きく改善され、ガロアコホモロジーでは降下法が適用され、最良の高さ函数は、二次形式であることが研究により示されている。

## 今後の課題
未だに解決されていない問題はいくつかある。
- ランクの計算。未だにランクの計算問題に答えることが求められて、いつも有効とは限らない。
- ランクの意味付け、バーチ・スウィンナートン＝ダイアー予想を参照。
- 代数曲線 C のヤコビ多様体の中の A とすると、A(K) と C の交叉は無限か？（C = A でなければ、ファルティングス(Faltings)によりファルティングスの定理として証明された。）
- 同じ脈絡で、C が A の無限個の捩れ点を持つことが可能か？（楕円曲線の場合以外は、レノー(Raynaud)によりマーニン・マンフォード予想が証明され、従って無限個の捩れ点を持つことが否定された。）